# Brilzee-eend
De brilzee-eend (Melanitta perspicillata) is een vogel uit de familie van de eendachtigen (Anatidae). De wetenschappelijke naam van de soort werd in 1758 als Anas perspicillata gepubliceerd door Carl Linnaeus. Hij baseerde zich daarbij op een beschrijving en afbeelding van de hand van George Edwards.

## Veldkenmerken
Het verenkleed van het mannetje is overwegend zwart, slechts op het voorhoofd en de nek bevinden zich witte vlekken. Hij heeft roodachtige poten en een grote snavel met een rode bovenzijde, een gele tip en een lichtgrijze zijkant met een donkergrijze vlek. Het vrouwtje is groenbruin, met lichte vlekken op de wang, achter het oog en in de nek. De snavel is groenig.

## Leefwijze
De brilzee-eend voedt zich met schaaldieren en weekdieren, maar ook plantaardig plankton.

## Voortplanting
De dieren bouwen hun nest op de grond dicht bij de zee, meren of rivieren. Het vrouwtje legt 5 tot 9 eieren, die na 28 tot 30 dagen uitkomen.

## Rampspoed
In november 2007 werden duizenden brilzee-eenden gedood door een olieramp voor de kust van San Francisco, in Californië. 40% van de vogels die door deze ramp getroffen werden, was brilzee-eend.

## Verspreiding
De brilzee-eend broedt in Canada en Alaska. Tijdens de winter migreren zij massaal naar de Pacifische en Atlantische kust van de Verenigde Staten. Velen overwinteren ook bij de Grote Meren, op de grens tussen de Verenigde Staten en Canada. Ook wordt de brilzee-eend ieder jaar in kleine aantallen vastgesteld in Noordwest-Europa, vooral in Ierland en Schotland. In Nederland is de soort een dwaalgast met in totaal 31 bevestigde waarnemingen (tot 2021).

## Status
De grootte van de populatie is in 2006 geschat op 0,25-1,30 miljoen vogels. Op de Rode lijst van de IUCN heeft deze soort de status niet bedreigd.